# (2626) Belnika
(2626) Belnika (1978 PP2; 1933 FM1; 1949 QN; 1962 GD; 1974 WH; 1974 XJ) ist ein ungefähr zwölf Kilometer großer Asteroid des äußeren Hauptgürtels, der am 8. August 1978 vom russischen (damals: Sowjetunion) Astronomen Nikolai Stepanowitsch Tschernych am Krim-Observatorium (Zweigstelle Nautschnyj) auf der Halbinsel Krim (IAU-Code 095) entdeckt wurde. Er gehört zur Koronis-Familie, einer Gruppe von Asteroiden, die nach (158) Koronis benannt ist.

## Benennung
(2626) Belnika wurde nach Nikolai Alexejewitsch Beljajew benannt, einem Himmelsmechaniker am Institut für theoretische Astronomie, der für seine Forschungen am Kometen und Kometenbahnen bekannt ist.